# Ixora heterodoxa
Ixora heterodoxa är en måreväxtart som beskrevs av Johannes Müller Argoviensis. Ixora heterodoxa ingår i släktet Ixora och familjen måreväxter. Inga underarter finns listade i Catalogue of Life.